# 랴미자르드 랴쿠두
랴미자르드 랴쿠두(인도네시아어: Ryamizard Ryacudu, 1950년 4월 21일 ~ )는 인도네시아의 군인, 행정가로, 현 국방장관(2014)이다. 이전에는 군사 참모총장을 지냈다.
랴쿠두 장관은 2016년 3월 방한하여 한민구 대한민국 국방장관과 만나, 군 고위급 인사교류를 평가하고 KFX 사업을 논의하였다. 랴쿠두 장관은 대담 후 방위산업체 방문, 안보현장 견학 등의 일정을 수행했다. 같은달 장관은 인도네시아에 동성애자 인구가 증가하는 것을 두고 "핵전쟁보다 위험하다"고 발언하여 빈축을 사기도 했다.
2017년 1월 인도네시아와 오스트레일리아 사이에 군사 문제가 불거졌을 때, 머리스 페인 오스트레일리아 국방장관이 빠르게 사과의사를 표했다. 이에 랴쿠두 장관은 "이런 사건으로 우리의 우정을 망칠 수 없다"며 사과를 받아들였고, 조코 위도도 대통령도 상황이 더 뜨거워지지 않았고 우리의 관계는 여전히 좋다고 생각한다"고 밝혔다.